# Lysimachia qimenensis
Lysimachia qimenensis är en viveväxtart som beskrevs av X.H.Guo, X.P.Zhang och J.W.Shao. Lysimachia qimenensis ingår i släktet lysingar, och familjen viveväxter. Inga underarter finns listade i Catalogue of Life.